# Live at Raji's
Live at Raji's del 1989 è un album live dei Dream Syndicate, registrato dal vivo il 31 gennaio 1989 in un piccolo locale di Hollywood, California.

## Il disco
È stato pubblicato dopo lo scioglimento della band, anche se era stato registrato prima di Ghost Stories. Troviamo all'opera l'ultima formazione della band, ma anche la più stabile: Steve Wynn, Dennis Duck, Mark Walton e Paul B. Cutler, che dà prova di essersi ben amalgamato con gli altri. Il produttore è, ancora una volta, Elliott Mazer. È una testimonianza sincera e significativa del valore della band dal vivo. Inizialmente pubblicato come doppio LP, viene ristampato su CD nel 2004 in una versione integrale del concerto, cioè con i quattro pezzi che mancavano.
L'album è considerato tra i migliori dischi rock live di tutti i tempi. I brani originali vengono stravolti dal quartetto, i brani apparsi in origine su Medicine Show e Out of the Grey assumono nuove energie. Boston è irriconoscibile, viene trasformata in inno forse il più potente mai prodotto dal gruppo. Peter Case aggiunge la sua armonica a bocca al magma sonoro del brano finale John Coltrane Stereo Blues.

## Tracce
1. Still Holding On To You (Steve Wynn) - 5:03
2. Forest For The Trees (Steve Wynn) - 4:25
3. Until Lately (Steve Wynn) - 6:32
4. Thats What You Always Say (Steve Wynn) - 4:10
5. Burn (Steve Wynn) - 6:17
6. Merritville (Steve Wynn) - 7:56
7. The Days Of Wine And Roses (Steve Wynn) - 7:03
8. The Medicine Show (Steve Wynn) - 8:51
9. Halloween (Karl Precoda) - 6:28
10. Boston (Steve Wynn) - 7:07
11. John Coltrane Stereo Blues (Steve Wynn, Karl Precoda, Dennis Duck, Kendra Smith, Dave Provost) - 11:45

## Tracce aggiuntive edizioneThe Complete Live at Raji's(2 CD, 2004)
1. See That My Grave Is Kept Clean (F. Lewis) - 7:51
2. When you smile (Steve Wynn) - 4:05
3. All Along the Watchtower (Bod Dylan) - 2:52
4. Tell Me When It's Over (Steve Wynn) - 4:34

## Formazione

### Gruppo
- Steve Wynn - chitarra e voce
- Paul B. Cutler - chitarra
- Mark Walton - basso
- Dennis Duck - batteria

### Altri musicisti
- Peter Case - armonica a bocca